# Eagles Greatest Hits, Vol. 2
Eagles Greatest Hits, Vol. 2 es el segundo álbum recopilatorio de la banda estadounidense de rock Eagles, lanzado el 13 de noviembre de 1982.
Cuenta con muchos de sus más grandes éxitos a excepción de los ya aparecidos en Their Greatest Hits (1971-1975), también se incluye "Hotel California"

## Lista de canciones

### Cara uno
1. "Hotel California" (Don Felder, Don Henley, Glenn Frey) – 6:30
2. "Heartache Tonight" (Henley, Frey, Bob Seger, J.D. Souther) – 4:25
3. "Seven Bridges Road" (Steve Young) – 2:58
4. "Victim of Love" (Felder, Souther, Henley, Frey) – 4:11
5. "The Sad Café" (Henley, Frey, Joe Walsh, Souther) – 5:32

### Cara dos
1. "Life in the Fast Lane" (Walsh, Henley, Frey) – 4:45
2. "I Can't Tell You Why" (Timothy B. Schmit, Henley, Frey) – 4:54
3. "New Kid in Town" (Souther, Henley, Frey) – 5:04
4. "The Long Run" (Henley, Frey) – 3:42
5. "After the Thrill is Gone" (Henley, Frey) – 4:41

## Posiciones
Álbum
| Lista (1983) | Posición |
| ------------ | -------- |
| Pop Albums   | 52       |